# Saint-Symphorien-le-Château
Saint-Symphorien-le-Château var en kommun i departementet Eure-et-Loir i regionen Centre-Val de Loire strax norr om centrala Frankrike. Kommunen låg i kantonen Maintenon som tillhör arrondissementet Chartres. År 2009 hade Saint-Symphorien-le-Château 830 invånare.
Kommunen upphörde den 1 januari 2012, då den slogs samman med kommunen Bleury till den nya kommunen Bleury-Saint-Symphorien.

## Befolkningsutveckling
Antalet invånare i kommunen Saint-Symphorien-le-Château
| Referens: INSEE |